# Iglesia de San Juan Bautista (Acilu)
La iglesia de San Juan Bautista es un edificio situado en el concejo español de Acilu, en la provincia de Álava.

## Descripción
El edificio se encuentra en el concejo español de Acilu, del municipio de Iruraiz-Gauna, perteneciente a la provincia de Álava, en la comunidad autónoma del País Vasco. Se menciona como iglesia parroquial del lugar en el primer volumen del Diccionario geográfico-estadístico-histórico de España y sus posesiones de Ultramar de Pascual Madoz, donde aparece descrita con las siguientes palabras: «la igl. parr. (S. Juan Bautista) la sirve un cura beneficiado». En el tomo de la Geografía general del País Vasco-Navarro dedicado a Álava y escrito por Vicente Vera y López, se dice lo siguiente: «Su parroquia, dedicada á San Juan Bautista, es de categoría rural de segunda, perteneciente al arciprestazgo de Alegría».